# Sergei Wladimirowitsch Rublewski
Sergei Wladimirowitsch Rublewski (russisch Сергей Владимирович Рублевский, wissenschaftliche Transliteration Sergej Vladimirovič Rublevskij; englische und FIDE-Schreibweise Sergei Rublevsky; * 15. Oktober 1974 in Kurgan) ist ein russischer Weltklassespieler im Schach.

## Leben
Rublewski war als Achtjähriger 1.-Kategorie-Spieler, als 13-Jähriger wurde er Meisterkandidat. Zunächst war er Schüler in der Pantschenko-Schachschule, doch wurde er nach einem großen Erfolg bei einem sowjetischen Jugendmannschaftsturnier (6,5 Punkte aus 7 Partien) in die renommierte Michail Botwinnik-Schachschule aufgenommen, in der auch Garri Kasparow Lektionen erteilte. 1993 gewann Rublewski Turniere in Paris, Tscheljabinsk und seiner Heimatstadt Kurgan. 1994 gewann er erneut in Kurgan und spielte für das B-Team Russlands (faktisch die Jugendnationalmannschaft) an der Schacholympiade in Moskau und gewann Bronze. In diesem Jahr verlieh ihm die FIDE den Großmeistertitel. 1997 gewann er in Polanica-Zdrój das Akiba-Rubinstein-Gedenkturnier vor Boris Gelfand und Jewgeni Barejew.

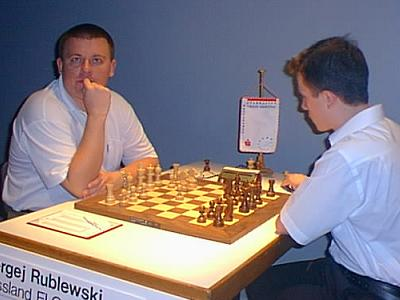
2004 in Dortmund gegen Arkadij Naiditsch

Im Jahre 2004 gewann Rublewski das Aeroflot Open in Moskau und erhielt eine Einladung zu den Dortmunder Schachtagen im gleichen Jahr und belegte dort den siebten Platz. In diesem Jahr gelang ihm beim Europapokal für Vereinsmannschaften in Izmir ein Sieg über den 13. Schachweltmeister Garri Kasparow. 2005 feierte er seinen größten Erfolg: er gewann im Dezember die in Moskau ausgerichtete Russische Meisterschaft vor Weltklassespielern wie Pjotr Swidler und dem 14. klassischen Schachweltmeister Wladimir Kramnik. Kurz zuvor wurde Rublewski beim FIDE-Weltpokal in Chanty-Mansijsk Siebter nach einem Platzierungssieg (1,5:0,5) gegen Michail Gurewitsch. Mit diesem Resultat qualifizierte er sich für das von der FIDE wieder eingeführte Kandidatenturnier vom 26. Mai bis 13. Juni 2007 in Elista. Dort traf er in der ersten Runde auf Ruslan Ponomarjow, den er mit 3,5-2,5 besiegte. In der zweiten Runde verlor er gegen Alexander Grischtschuk mit 3,5:5,5 nach Stichkampf.
Während er bei der Schacholympiade in Turin 2006 nur 2 Punkte aus 6 Partien für die russische Mannschaft erzielte, gewann er kurz darauf ein stark besetztes Turnier in Foros mit 7,5 Punkten aus 11 Partien. Zuletzt unter den besten 20 der Weltrangliste war er im Juli 2004.
Die gelegentlich vorkommende Schreibweise seines Names Rubljowski (Рублёвский) ist fehlerhaft.

## Nationalmannschaft
Rublewski nahm an sieben Schacholympiaden teil, 1994 erreichte er mit Russlands zweiter Mannschaft den dritten Platz, 1996, 1998, 2000 und 2002 gewann er mit Russland, konnte aber an den Erfolg 2006 nicht anknüpfen. 2010 spielte er für Russlands dritte Mannschaft und erreichte das drittbeste Einzelergebnis am dritten Brett. Außerdem nahm er an den Mannschaftsweltmeisterschaften 1997, 2001 und 2005 teil, er gewann 1997 und 2005 mit Russland und erreichte 2001 den zweiten Platz.

## Vereine
In der russischen Mannschaftsmeisterschaft spielte Rublewski 1992 für Chorda Tscheljabinsk, mit dem er 1993 am European Club Cup teilnahm, 1995 für den Meister Nowaja Sibir Nowosibirsk, mit dem er auch zweimal am European Club Cup teilnahm, von 1996 bis 1999 für Sberbank-Tatarstan Kasan, mit dem er 1998 Meister wurde und ebenfalls zweimal am European Club Cup teilnahm, 2000 für Sibir Tomsk, 2001 bis 2005 sowie 2007 für Ladja Kasan-1000, mit denen er 2002 und 2003 Meister wurde und viermal am European Club Cup teilnahm (2001 trat er beim European Club Cup hingegen für den Sieger Norilski Nikel Norilsk an), 2006 für Termosteps Samara, 2008 für SchSM-64 Moskau, 2009 für Ural Jekaterinburg, mit dem er auch am European Club Cup teilnahm, seit 2010 spielt er für Jugra Chanty-Mansijsk, mit dem er viermal am European Club Cup teilnahm.
Die niederländische Meesterklasse gewann er 2007 mit Share Dimension Groningen, in der französischen Mannschaftsmeisterschaft spielte er 2004 für Echiquier Niçois. In Spanien spielte er 2006 und 2007 für die Mannschaft von CA Linex Magic Mérida, mit der er in beiden Jahren Meister wurde und außerdem 2007 den European Club Cup gewann, 2008 für CE Binissalem. Des Weiteren spielte er bereits für den serbischen Verein ŠK Radonja Bojović Nikšić, mit dem er 2000 am European Club Cup teilnahm.